# 细鳞拟树蜥
细鳞拟树蜥（学名：Pseudocalotes microlepis）为鬣蜥科拟树蜥属的爬行动物。分布于缅甸、越南以及中国大陆的海南、云南、贵州等地，一般生活于山间草坡以及杂草灌丛下或乱石间。其生存的海拔范围为400至1400米。该物种的模式产地在缅甸丹那沙林。
其种加词“microlepis”意为“细鳞的”。
本种原属树蜥属（Calotes）称细鳞树蜥。树蜥属分类调整，拆分出拟树蜥属等属，本种被划入拟树蜥属，中文名随属名作相应改变。

## 保护
本种于2023年被收录入《有重要生态、科学、社会价值的陆生野生动物名录》。